# ウルパン・アキバ

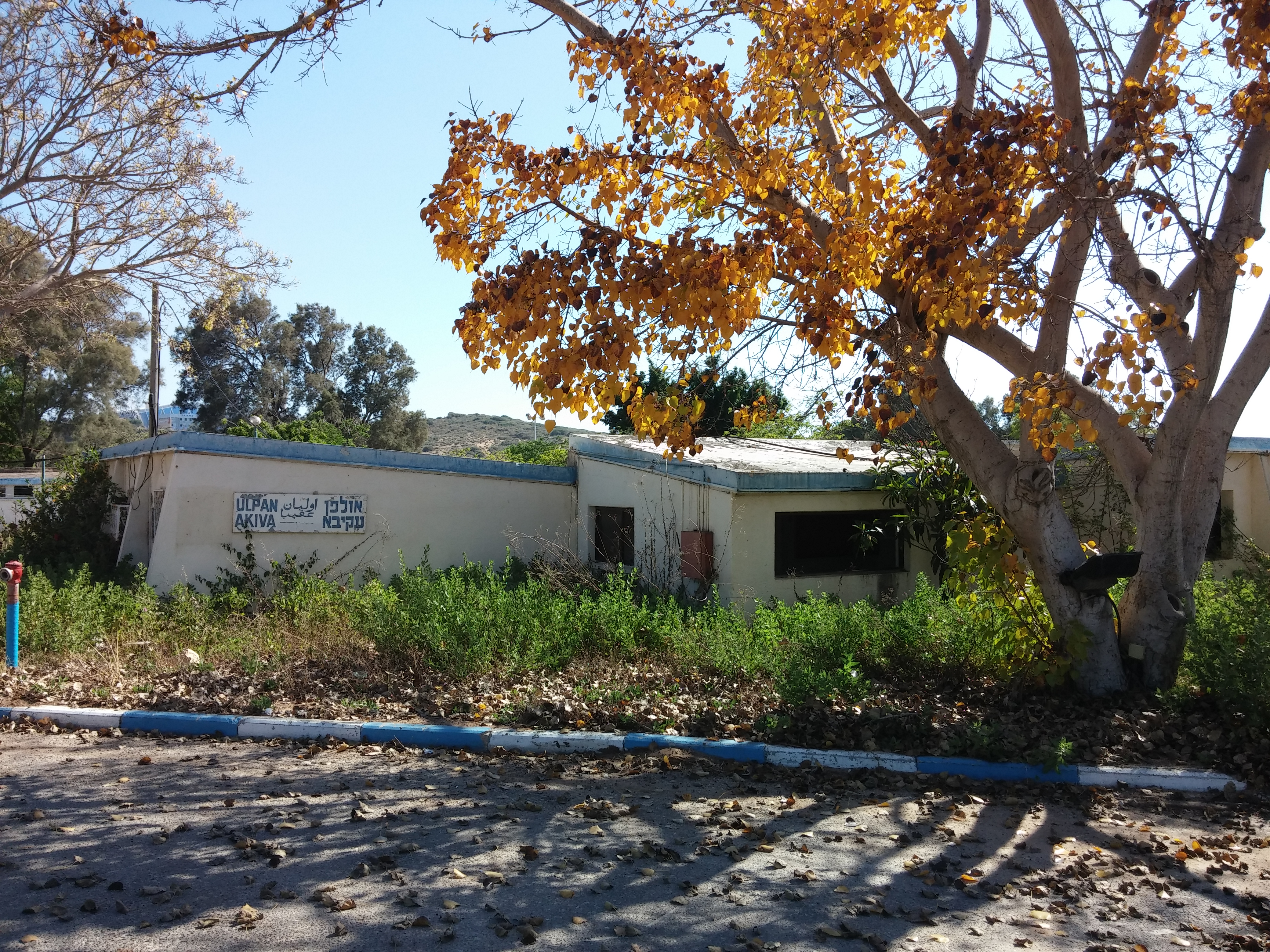

ウルパン・アキバ（ヘブライ語: אולפן עקיבא、英語: Ulpan Akiva）とは、ネタニヤに設置されたヘブライ語の教育機関である。

## 概要
ウルパン・アキバは1951年にシュラミット・カツネルソン(שולמית כצנלסון, Shulamit Katznelson)によってネタニヤに設立された。ウルパン・アキバはイスラエルへの移民がヘブライ語を学習する目的で、成人を対象とした教育機関である。また、ウルパン・アキバはユダヤ人であるかそうでないかを問わずイスラエルへの観光客に対しても門戸を開いている。ウルパン・アキバの教育活動は異例なものであり、1956年には教育省の成人教育部門と共同で活動を行い始め、教育省だけではなく、その他の省庁、教育機関、キブツなどとも協力した。1967年の第三次中東戦争後、ウルパン・アキバは口語のアラビア語も教授し始めた。ウルパン・アキバは、1989年に教育分野のイスラエル賞を受賞し、1998年にはユネスコ平和教育賞を受賞するなど、様々な賞を受賞している。